# جوانا أرانز
جوانا أرانز فاليينو، هي مدافعة كرة قدم إسبانية لعبت آخر مرة مع إس دي سان إجناسيو.